# Magnus Svensson
Lars Magnus Svensson (* 1. března 1963) je bývalý švédský lední hokejista, obránce. Se švédskou reprezentací vyhrál mistrovství světa roku 1987 a olympijský turnaj na hrách v Lillehammeru roku 1994. Má též dvě stříbra ze světových šampionátů v letech 1990 a 1997 a bronz z mistrovství světa 1994 - na tomto turnaji byl navíc vyhlášen nejlepším obráncem a s osmi góly se dokonce stal nejlepším střelcem šampionátu, což je u obránce značně neobvyklé. Za národní tým odehrál 127 utkání. Švédskou nejvyšší soutěž hrál za Leksands IF. Jeho nejlepším výsledkem s Leksandsem bylo 2. místo v lize roku 1989. Tento klub k jeho poctě vyřadil číslo 8 ze sady svých dresů. Švýcarskou nejvyšší soutěž hrál za HC Lugano, HC Davos a SC Rapperswil-Jona. V letech 1994–1996 hrál NHL za Floridu Panthers, odehrál v NHL 46 zápasů a vstřelil čtyři góly. Po skončení hráčské kariéry se stal trenérem.